# Joana Hurtado Matheu
Joana Hurtado Matheu   (Barcelona, 1979) és una historiadora de l'art i crítica cultural catalana. Des d'abril de 2019 va ser la directora de Fàbrica i Centre d'Art Contemporani de Barcelona Fabra i Coats a Barcelona. Al 2020 va deixar de dirigir la fàbrica de creació, però va continuar com a directora de Fabra i Coats: Centre d'Art Contemporani fins a l'octubre del 2023. Actualment, ha passat a ocupar la direcció artística d'un nou espai de la Galeria Mayoral.
El 2002 es va llicenciar en història de l'art per la Universitat de Barcelona. Més endavant va completar els seus estudis amb un màster en comunicació cultural i crítica d'art per la Universitat de Girona i màster en recerques cinematogràfiques i audiovisuals per la Universitat de la Sorbonne Nova de París.
Entre 2003 i 2006 va col·laborar en la creació del Diccionario del cine español e iberoamericano, un projecte de l'SGAE. Més endavant va treballar com a directora artística i executiva del programa d'arts visuals de Can Felipa. Ha comissariat diverses exposicions i cicles, i ha sigut membre de l'equip assessor del festival Panoràmic de cinema, fotografia, nous llenguatges i narratives audiovisuals. Ha estat vicepresidenta de l'Associació de Crítics d'Art de Catalunya.
Entre 2010 i 2019 fou la coordinadora d'Arts Visuals de Can Felipa. L'abril de 2019 fou nomenada directora de la Fàbrica i Centre d'Arts de Fabra i Coats.
Ha col·laborat amb diversos mitjans de comunicació, com la revista d'art contemporani Parachute i el suplement Cultura/s de La Vanguardia.
Entre els seus projectes comissariats, destaquen La disidencia nostálgica (La Capella, Barcelona, 2017), Heretgies (LOOP, 2016-2017), Catedrals a la capella (capella de Sant Roc, Valls, 2011-2013), Pop Up. Veure és afegir (CaixaForum, 2011), Efecte cinema (Can Felipa, 2009) o Cinergies (CCCB, 2008-2009).

## Premis i reconeixements
- El 2017, Joana Hurtado va ser guanyadora del Premi Núvol en la secció Galeries, pel comissariat de l'exposició La dissidència nostàlgica a La Capella.[7]